# Кубла-хан
«Кубла-хан, або Видіння уві сні» (англ. Kubla Khan, or A Vision in a Dream) — поема Семюела Тейлора Кольріджа, яку він почав складати в 1797 році. Поема залишилася незавершеною; опублікована в 1816 році разом з іншою незавершеною поемою раннього періоду, «Кристабель».
Першу публікацію Кольрідж супроводив передмовою, де розповів, що поема прийшла до нього уві сні, після прийому опіуму й читання тому Перчаса з записками Марко Поло про життя при дворі монгольського хана Кубілая (Кубла-хана) в Ханбалиці. Після пробудження він став записувати рядки, народжені у сні, поки не був перерваний повідомленням слуги про те, що до нього прийшов чоловік з Порлока. Коли він вийшов зустріти гостя, на порозі нікого не виявилося. Повернувшись до кабінету, Кольрідж зрозумів, що забув рядки поеми, які залишилися не записаними:
 З чималим подивом і досадою я виявив, що хоча смутно, але пам'ятаю загальні обриси мого видіння, все інше, крім восьми або десяти окремих рядків, зникло, як кола на поверхні річки від кинутого каменя, і — на жаль! — Відновити їх було неможливо. 
Біографи оскаржують правдивість цієї історії. Можливо, розповідь про людину з Порлоку — лише слушний привід для пояснення незавершеності поеми. Крім «Старого моряка», всі великі речі, які замислювалися Кольріджем для «Ліричних балад», не були з різних причин доведені їм до кінця. Кольрідж час від часу читав початок поеми своїм друзям-романтикам, які вважали цей текст досконалим. Нарешті, піддавшись на вмовляння Байрона, він погодився на її оприлюднення в пресі.
Хорхе Луїс Борхес в нарисі про цю поему наводить думку Суінберна щодо того, що
 рештки від забутого було дивовижним зразком музики англійської мови і що людина, здатна проаналізувати ці вірші (далі йде метафора, взята у Джона Кітса), могла б розтяти веселку. Всі переклади та перекази поеми, основна перевага якої музика, — пусте заняття, а часом воно може принести і шкоду. 

## Текст
Поема починається з опису країни Занаду, поруч з річкою Альф, яка проходить через печери перед досягненням Темного або Мертвого моря. Рядки, в яких описано річку, помітно відрізняються ритмом від іншої частини уривка.
In Xanadu did Kubla Khan

A stately pleasure-dome decree: 

Where Alph, the sacred river, ran

Through caverns measureless to man

Down to a sunless sea.

(рядки 1-5)
Країна утворена як райський сад, ізольований стінами, але як Едем після падіння людини. Якість побудованих стін Занаду протиставляється якості печер, через які протікає річка.
So twice five miles of fertile ground

With walls and towers were girdled round: 

And here were gardens bright with sinuous rills, 

Where blossomed many an incense-bearing tree;

And here were forests ancient as the hills, 

Enfolding sunny spots of greenery.

(рядки 6-11)
Перша строфа поеми викладається готичними натяками, оповідач досліджує темні прірви серед садів Занаду і описує околиці і як «дикі», і «святі».
Йарлот (Yarlott) інтерпретує ці прірви, як символ боротьби поета із занепадом, який ігнорує природа. Це так само може представляти темну сторону душі: нелюдськість, наслідки влади і панування.
But oh! That deep romantic chasm which slanted

Down the green hill athwart a cedarn cover!

A savage place! As holy and enchanted

As e'er beneath a waning moon was haunted

By woman wailing for her demon-lover!

(рядки 12-16)

## Цікаві факти
Оригінальний англомовний уривок цього твору використовується як частина композиції для порівняльного тестування практично всіх цифрових фотокамер з 14 жовтня 2009 року, на dpreview — одному з найпопулярніших сайтів з даної тематики.